# August Krogh
Schack August Steenberg Krogh, danski fiziolog, nobelovec, * 15. november 1874, Grenå, Jutland, Danska, † 13. september 1949, København.
Že kot šolar je pokazal zanimanje za naravoslovje in se je po nasvetu učitelja usmeril v fiziologijo živali. Leta 1893 je vpisal študij medicine na Univerzi v Københavnu, a se je že med študijem posvetil zoologiji. Leta 1897 je pričel z delom v laboratoriju za medicinsko fiziologijo pod vodstvom znanega fiziologa Christiana Bohra in je po opravljenem preskusu iz zoologije postal njegov asistent. Leta 1908 je postal izredni profesor zoologije na Univerzi v Københavnu, osem let kasneje pa je napredoval v rednega in ostal na tem položaju do svoje upokojitve leta 1945.

## Znanstvena kariera
V času svoje kariere je raziskoval mnogo različnih fizioloških procesov. Že kot mlad študent je začel s samostojnimi fiziološkimi poskusi. Najprej je raziskoval zračne mehurje pri vodnih ličinkah dvokrilcev in z mikroskopsko analizo plinov v njih ugotovil, da delujejo pri uravnavanju vzgona. Leta 1902 se je udeležil odprave na sever Grenlandije, kjer je izpopolnil tehniko meritve raztopljenih plinov v vodi in preučeval vlogo vodnih teles pri regulaciji vsebnosti ogljikovega dioksida v ozračju. Kot Bohrov asistent je preučeval izmenjavo plinov v organizmih in izločanje prostega dušika.
Doktoriral je leta 1903 z disertacijo o izmenjavi plinov pri žabi. Ugotovil je, da je dihanje skozi kožo razmeroma konstantno, da pa prihaja pod vplivom vagusnega živca do velikih nihanj v pljučnem dihanju. To dejstvo je pripisal aktivnemu izločanju kisika v pljučih, a je kmalu podvomil o celotni razlagi dihanja z aktivnim izločanjem plinov. Zato je pričel v sodelovanju z ženo, dr. Marie Krogh, s serijo poskusov, s katerimi je želel pojasniti izmenjavo plinov v pljučih. Z napravo za merjenje delnega tlaka plinov, ki jo je sam izdelal, je ugotovil, da je delni tlak kisika v pljučnih mešičkih vedno višji od delnega tlaka kisika v arterijski krvi, torej lahko izmenjavo plinov pojasnimo zgolj s procesom difuzije. Ta ugotovitev je nasprotovala Bohrovim in Haldaneovim hipotezam, a so jo kasneje neodvisno potrdili drugi raziskovalci in je danes splošno sprejeta.
Razkritje mehanizma izmenjave plinov v pljučih je odprlo več področij raziskovanja, ki se jim je Krogh s sodelavci natančneje posvetil. Z Bohrom in Hasselbalchom je odkril vpliv delnega tlaka ogljikovega dioksida na disociacijsko krivuljo kisika s hemoglobina. Še pomembnejši prispevek k fiziologiji dihanja je bil razvoj metode za merjenje pretoka krvi z dušikovim oksidom, ki jo je izpopopolnil z J. Lindhardom in A. Bornsteinom ter uporabil za primerjavo pretoka iz venskega sistema v srce med mirovanjem ter fizično aktivnostjo. Prišel je do ugotovitve, da predstavlja sistem ven volumski rezervoar krvi, ki z regulacijo pretoka v srce določa njegov izhodni volumen.
S kombinacijo omenjenih eksperimentalnih tehnik je kasneje dokazal, da med aktivnostjo mišice porabljajo več kisika. Ker je delni tlak kisika v mirujočih mišicah nezadosten za povečane zahteve, je postavil hipotezo, da mora priti ob aktivnosti do povečanja površine za difuzijo iz krvi. Na podlagi te hipoteze je dokazal, da se ob pričetku aktivnosti odprejo prej zaprte kapilare v mišicah, s čimer povečajo površino za difuzijo. Ugotovitve o delovanju kapilar je strnil v temeljnem delu The Anatomy and Physiology of the Capillaries (1922).
V tem času je izvedel za odkritje insulina in njegov potencial pri zdravljenju diabetesa ter se odločil snov raziskati, saj so pred tem njegovi ženi diagnosticirali ravno to bolezen. Insulin je kot prvi prinesel na Dansko in v sodelovanju s H.C. Hagedornom razvil metodo ekstrakcije z etanolom iz trebušne slinavke prašičev, kar je služilo kot temelj danske proizvodnje insulina.
Raziskave je kasneje razširil tudi na sorodne probleme fiziologije dihal in mišičja, npr. vzdrževanje telesne temperature, koncentracijo krvnega sladkorja, utrujenost, izmenjavo ionov in vode idr. ter nevretenčarske organizme s poudarkom na žuželkah. Ugotovil je predvidljiv vpliv temperature okolja na metabolne procese pri različnih organizmih, ki se ujema z Arrheniusovo enačbo. Poudarjal je kvantitativen pristop k fiziološkim raziskavam, posebej znano pa je tudi njegovo načelo, ki pravi, da obstaja za vsak fiziološki proces organizem, pri katerem ga je možno najlaže preučevati. Načelo, da mora biolog pri načrtovanju svojih raziskav izbrati najprimernejši organizem, imenujemo po njem Kroghovo načelo in je še danes eden temeljev sodobne fiziologije.
Tudi po upokojitvi leta 1945 je ostal aktiven raziskovalec v svojem zasebnem laboratoriju, ki ga je vzpostavil v domači hiši v predmestju Københavna s pomočjo fundacije Carlsberg in skandinavske fundacije za insulin.

### Dela
V času svoje kariere je objavil preko 300 znanstvenih del, od tega štiri monografije:
- The respiratory exchange of animals and man (1916)
- The anatomy and physiology of capillaries (prva izdaja 1922)
- Osmotic regulation in aquatic animals (1939)
- The comparative physiology of respiratory mechanisms (1941)

## Zasebno življenje
Leta 1905 se je poročil s študentko medicine Birte Marie Jörgensen, ki se je prav tako ukvarjala s fiziologijo dihal in je kasneje sodelovala pri mnogih njegovih poskusih. Imela sta štiri otroke, sina in tri hčerke. Njegov sin je postal pomočnik demonstratorja anatomije na Univerzi v Aarhusu, a je še mlad umrl, ena od hčera pa je po selitvi v ZDA sledila očetu in postala fiziologinja.
Kroghova žena je umrla za rakom leta 1943; njen diabetes so z insulinom tako uspešno obvladovali, da nihče od njunih otrok ni vedel, da trpi za to boleznijo.

## Priznanja
Krogh je za svoj prispevek znanosti prejel več priznanj, med drugim je bil izvoljen za člana Danske akademije znanosti (1916) in tujega člana Kraljeve družbe iz Londona (1937). Več univerz, med njimi univerze v Oxfordu, Göttingenu in Edinburgu, mu je podelilo častni doktorat.
Leta 1920 je prejel Nobelovo nagrado za fiziologijo ali medicino »za odkritje mehanizma motorične regulacije kapilar«.